# Stedebach
Stedebach ist mit aktuell zirka 25 Einwohnern der kleinste Ortsteil der Gemeinde Weimar (Lahn) im mittelhessischen Landkreis Marburg-Biedenkopf.

## Geschichte

### Burg Rickelskopf
Etwa 600 m südlich der Siedlung befand sich die etwa um das Jahr 800 erbaute Burg Rickelskopf, eine Höhenburg von etwa 32 m Durchmesser mit sichelförmigem Halsgraben, die jedoch schon um 1000 aufgegeben wurde und danach verfiel.

### Ortsgeschichte

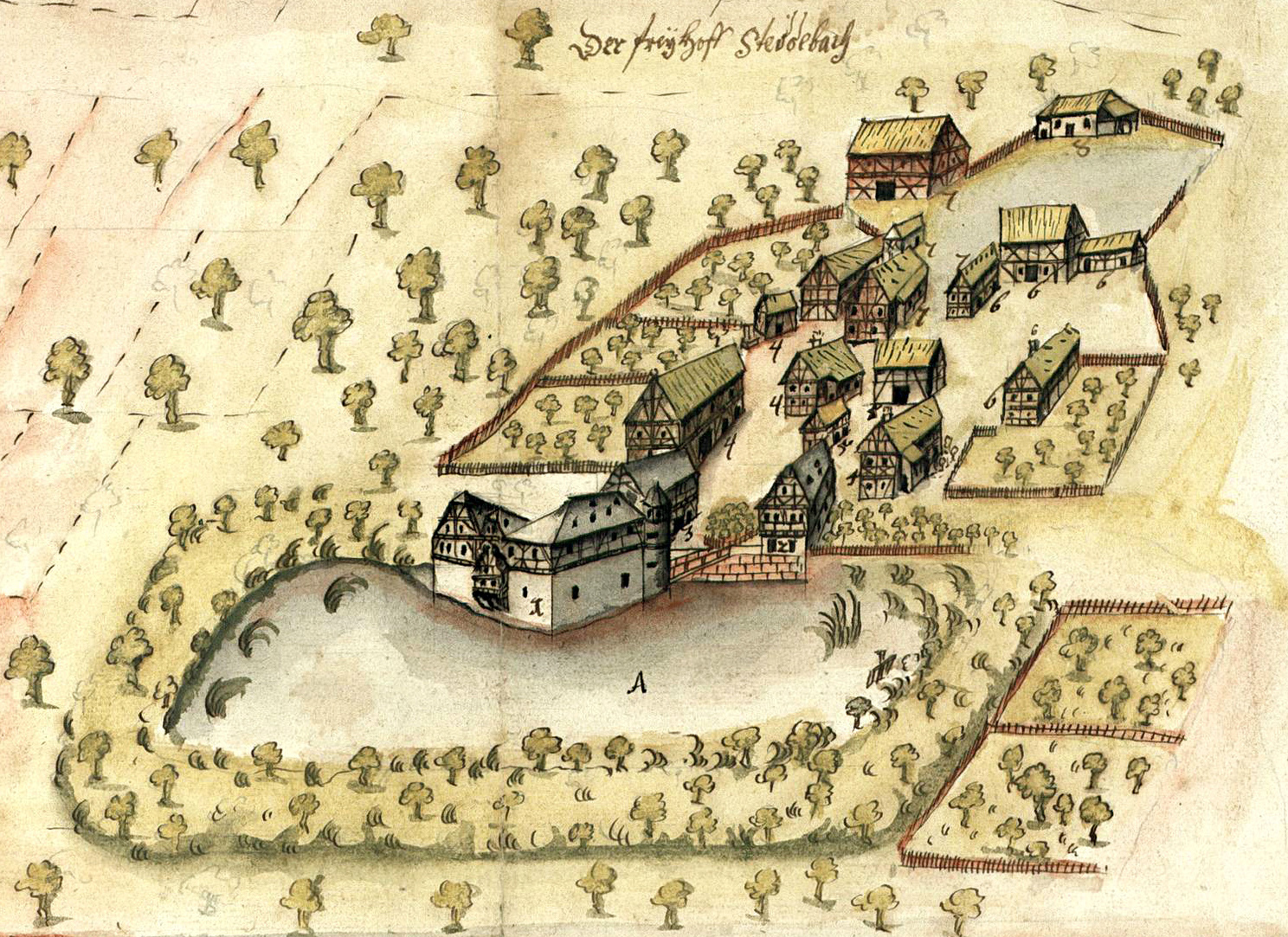
Der Freihof Stedebach mit der Wasserburg des Deutschen Ordens um 1700

Die älteste bekannte schriftliche Erwähnung von Stedebach erfolgte unter dem Namen Stedebach und wird in die Zeit 1250–1260 datiert. Bereits im 9. und 10. Jahrhundert befand sich jedoch im Ort eine kleine Niederungsburg oder Motte, die Burg Stedebach, um die sich dann das kleine Dorf entwickelte. Von dieser ersten Burg sind keine Reste mehr erhalten, und auch ihre genaue Lage ist nicht gesichert; vermutlich befand sie sich jedoch an der gleichen Stelle wir die spätere Burg des Deutschen Ordens.
Spätestens seit 1263 hatte die Deutschordensballei Hessen bzw. die Landkommende Marburg erheblichen Grundbesitz in Stedebach, und ab 1302 war Stedebach Sitz eines Deutschordensbruders. In der Tat wird, wohl auf einer 1894 in Marburg erschienene Dissertation fußend, ein Ordensbruder namens Gobelo oder auch Goblo in der Zeit von 1302 bis 1319 gelegentlich als ‘’Komtur” in Stedebach bezeichnet. Es ist allerdings nicht klar, ob Stedebach demnach zumindest kurze Zeit des Status einer Kommende hatte, oder ob Gobelo vielmehr der dortige Pfleger oder Kastner war. Eine Schenkungsurkunde des Landgrafen Otto I. von Hessen vom 31. Dezember 1318 bezeichnet Goblo als Bruder und als „secretarius“ („Geheimsekretär“) des Landgrafen, was mit der Stellung eines Komturs nicht vereinbar gewesen wäre.
Durch Schenkungen oder Tausch kamen bis spätestens 1476 alle Höfe im Ort in den Besitz des Ordens, einschließlich des 1375 und auch noch 1409 landgräflich genannten Hofs. Zur Sicherung und Verwaltung dieses Besitzes errichtete der Orden spätestens im 15. Jahrhundert am Ostrand der Siedlung ein Weiherhaus, wahrscheinlich an der Stelle der alten, kleinen Burg Stedebach. Die Burg des Ordens war auf allen vier Seiten von einem sehr breiten Wassergraben umgeben, sodass man auch von einem Burgteich sprach, und wurde gegen Ende des 15. Jahrhunderts zu einer dreiflügeligen Wasserburg ausgebaut. Ob und wie lange Ordensangehörige permanent in Stedebach residierten, ist ungewiss. Gewiss ist jedoch, dass spätestens im 16. Jahrhundert ein Schultheiß vom Orden ernannt und bezahlt wurde; er wohnte wahrscheinlich im Nebenflügel der Burg.
Am 20. August 1476 befreiten Landgraf Heinrich III., der Regent von Oberhessen, und sein Sohn Ludwig (III.) die Burg (die in diesem Zusammenhang erstmals als Burg bezeichnet wird) und die Höfe des Ordens in Stedebach von allen Diensten, Abgaben und Heerfahrt und übertrugen dem Orden auch die Hohe Gerichtsbarkeit am Ort. In der Folgezeit kam es allerdings sehr häufig zu Streit zwischen landgräflichen Ministerialen und dem Orden hinsichtlich der Zuständigkeit ihrer Gerichte. Die Bestellung eines eigenen Schultheißen und die Existenz eines Gefängnisses in der Burg des Ordens weisen zweifellos darauf hin, dass der Orden zumindest bis 1679 die hohe und niedere Gerichtsbarkeit in Stedebach ausübte. Ab 1702 hinderte der landgräflich Schultheiß von Fronhausen den Orden an der Ausübung der Gerichtsbarkeit in Stedebach, und erst 1747 wurde dem Orden die Niedere Gerichtsbarkeit wieder eingeräumt.
Bis 1561 wurde der von seiner Niederlassung in Stedebach verwaltete Grundbesitz des Ordens von Leibeigenen oder Hörigen des Landgrafen und zum Frondienst verpflichteten Bauern bearbeitet. Im Jahre 1561 verlieh der Orden dieses Land erstmals an drei Hofleute auf jeweils neun Jahre. Ab 1577 war der Stedebacher Besitz des Ordens auf vier Höfe aufgeteilt, die immer wieder für neun Jahre, und ausdrücklich nach Landsiedelrecht, in praktisch ständige Pacht an vier sogenannte Hofbeständer verliehen wurden. Noch 1679 hieß es im Pachtvertrag des Marburger Komturs Johann Daniel von Priort mit den vier Hofleuten in Stedebach ausdrücklich, dass dies nicht als Erbleihe ausgedeutet werden solle. Auch 1715 fand sich diese Klausel im neuen Landsiedel-Pachtvertrag. In der zweiten Hälfte des 18. Jahrhunderts wurden diese Pachten in Erbleihen umgewandelt und die Hofbauern wurden Erbbeständer.
Der letzte bezahlte Schultheiß wurde 1679 abberufen und auf eine Hospitalverwalterstelle versetzt, und seine Pflichten wurden nunmehr von einem der vier Hofleute ausgeübt, wobei das Amt jährlich unter ihnen rotierte.
Im Zuge der Bauernbefreiung wurden die vier Hofleute durch die Kurhessische Verfassung vom Januar 1831 aus der Leibeigenschaft entlassen, hatten dafür allerdings einen hohen Preis in Form des zwanzigfachen jährlichen Pachtzinses zu zahlen. Erst 1878, nachdem sie die vereinbarten Ablösen nebst Zinsen in Raten schließlich abbezahlt hatten, waren sie freie Grundbesitzer ihrer Höfe.
Die Wasserburg Stedebach verfiel bereits ab der ersten Hälfte des 18. Jahrhunderts; ein Teil wurde bereits 1778 abgerissen. Der Burgteich wurde 1781 trockengelegt und danach als Gemüsegarten genutzt. Der Rest der Burg wurde 1857 abgetragen, und heute sind nur noch Reste der äußeren Futtermauer des einstigen Burgteichs zu sehen.
Als der französische Kaiser Napoléon am 24. April 1809 den Deutschen Orden in den Rheinbundstaaten für aufgelöst erklärte, wurde der Ordensbesitz in Stedebach Eigentum des 1807 gebildeten Königreichs Westphalen, nach dessen Ende 1813 Staatsbesitz des restaurierten Kurfürstentums Hessen.
Hessische Gebietsreform (1970–1977)
Im Zuge der Gebietsreform in Hessen wurde die bis dahin selbständige Gemeinde Stedebach zum 1. Juli 1974 durch Landesgesetz in die Großgemeinde Weimar (Lahn) eingemeindet. Für Stedebach wurde wie für die übrigen Ortsteile von Weimar ein Ortsbezirk mit Ortsbeirat und Ortsvorsteher eingerichtet.

### Verwaltungsgeschichte im Überblick
Die folgende Liste zeigt die Staaten und Verwaltungseinheiten, denen Stedebach angehört(e):
- vor 1567: Heiliges Römisches Reich, Landgrafschaft Hessen, Gericht Reizberg
- ab 1567: Heiliges Römisches Reich, Landgrafschaft Hessen-Marburg, Gericht Lohra
- ab 1592: Heiliges Römisches Reich, Landgrafschaft Hessen-Marburg, Gericht Oberwalgern
- 1604–1648: Heiliges Römisches Reich, strittig zwischen Landgrafschaft Hessen-Darmstadt und Landgrafschaft Hessen-Kassel (Hessenkrieg), Gericht Lohra
- ab 1648: Heiliges Römisches Reich, Landgrafschaft Hessen-Kassel, Gericht Oberwalgern
- ab 1686: Heiliges Römisches Reich, Landgrafschaft Hessen-Kassel, Amt Fronhausen, Gericht strittig mit dem Deutschen Orden
- bis ca. 1697: Gerichtsbarkeit durch den Deutschen Orden in Marburg.
- ab 1806: Landgrafschaft Hessen-Kassel, Amt Fronhausen, Gericht Lohra
- 1807–1813: Königreich Westphalen, Departement der Werra, Distrikt Marburg, Kanton Lohra
- ab 1815: Kurfürstentum Hessen, Amt Fronhausen, Gericht Lohra[19]
- ab 1821: Kurfürstentum Hessen, Provinz Oberhessen, Kreis Marburg[20][Anm. 2]
- ab 1848: Kurfürstentum Hessen, Bezirk Marburg
- ab 1851: Kurfürstentum Hessen, Provinz Oberhessen, Kreis Marburg
- ab 1867: Königreich Preußen, Provinz Hessen-Nassau, Regierungsbezirk Kassel, Kreis Marburg
- ab 1871: Deutsches Reich,  Königreich Preußen, Provinz Hessen-Nassau, Regierungsbezirk Kassel, Kreis Marburg
- ab 1918: Deutsches Reich, Freistaat Preußen, Provinz Hessen-Nassau, Regierungsbezirk Kassel, Kreis Marburg
- ab 1944: Deutsches Reich, Freistaat Preußen, Provinz Kurhessen, Landkreis Marburg
- ab 1945: Amerikanische Besatzungszone, Groß-Hessen, Regierungsbezirk Kassel, Landkreis Marburg
- ab 1946: Amerikanische Besatzungszone, Hessen, Regierungsbezirk Kassel, Landkreis Marburg
- ab 1949: Bundesrepublik Deutschland, Hessen, Regierungsbezirk Kassel, Landkreis Marburg
- ab 1974: Bundesrepublik Deutschland, Regierungsbezirk Kassel, Landkreis Marburg-Biedenkopf, Gemeinde Weimar[Anm. 3]

## Bevölkerung

### Einwohnerstruktur 2011
Nach den Erhebungen des Zensus 2011 lebten am Stichtag dem 9. Mai 2011 in Stedebach 21 Einwohner. Darunter waren keine Ausländer. Nach dem Lebensalter waren keine Einwohner unter 18 Jahren, 6 zwischen 18 und 49, 9 zwischen 50 und 64 und 6 Einwohner waren älter. Die Einwohner lebten in 9 Haushalten. Davon waren 3 Singlehaushalte, 3 Paare ohne Kinder und 3 Paare mit Kindern, sowie keine Alleinerziehende und keine Wohngemeinschaften. In 3 Haushalten lebten ausschließlich Senioren und in 3 Haushaltungen lebten keine Senioren.

### Einwohnerentwicklung
Da der Ort immer nur aus vier landwirtschaftlichen Höfen (und dem herrschaftlichen Amtssitz) bestand, war die Zahl der Einwohner entsprechend gering. Lediglich unmittelbar nach dem Ende des Zweiten Weltkriegs verdoppelte sie sich einige Jahre lang auf Grund der Einquartierung von Ausgebombten und Heimatvertriebenen.
| Quelle: | Historisches Ortslexikon |
| • 1577: | 4 Hausgesesse            |
| • 1630: | 4 Höfe                   |
| • 1747: | 12 Einwohner             |

| Stedebach: Einwohnerzahlen von 1834 bis 2011 | Stedebach: Einwohnerzahlen von 1834 bis 2011 | Stedebach: Einwohnerzahlen von 1834 bis 2011 | Stedebach: Einwohnerzahlen von 1834 bis 2011 | Stedebach: Einwohnerzahlen von 1834 bis 2011 |
| --- | -------------------------------------------- | -------------------------------------------- | -------------------------------------------- | -------------------------------------------- |
| Jahr |                                              |                                              |                                              | Einwohner                                    |
| 1834 | 1834                                         |                                              | 53                                           | 53                                           |
| 1840 | 1840                                         |                                              | 46                                           | 46                                           |
| 1846 | 1846                                         |                                              | 44                                           | 44                                           |
| 1852 | 1852                                         |                                              | 58                                           | 58                                           |
| 1858 | 1858                                         |                                              | 57                                           | 57                                           |
| 1864 | 1864                                         |                                              | 56                                           | 56                                           |
| 1871 | 1871                                         |                                              | 58                                           | 58                                           |
| 1875 | 1875                                         |                                              | 57                                           | 57                                           |
| 1885 | 1885                                         |                                              | 58                                           | 58                                           |
| 1895 | 1895                                         |                                              | 62                                           | 62                                           |
| 1905 | 1905                                         |                                              | 55                                           | 55                                           |
| 1910 | 1910                                         |                                              | 59                                           | 59                                           |
| 1925 | 1925                                         |                                              | 53                                           | 53                                           |
| 1939 | 1939                                         |                                              | 45                                           | 45                                           |
| 1946 | 1946                                         |                                              | 94                                           | 94                                           |
| 1950 | 1950                                         |                                              | 90                                           | 90                                           |
| 1956 | 1956                                         |                                              | 48                                           | 48                                           |
| 1961 | 1961                                         |                                              | 41                                           | 41                                           |
| 1967 | 1967                                         |                                              | 27                                           | 27                                           |
| 1970 | 1970                                         |                                              | 30                                           | 30                                           |
| 1980 | 1980                                         |                                              | ?                                            | ?                                            |
| 1990 | 1990                                         |                                              | ?                                            | ?                                            |
| 2000 | 2000                                         |                                              | 28                                           | 28                                           |
| 2005 | 2005                                         |                                              | 25                                           | 25                                           |
| 2011 | 2011                                         |                                              | 21                                           | 21                                           |
| Datenquelle: Historisches Gemeindeverzeichnis für Hessen: Die Bevölkerung der Gemeinden 1834 bis 1967. Wiesbaden: Hessisches Statistisches Landesamt, 1968. Weitere Quellen: LAGIS; nach 1970: Gemeinde Weimar:; Zensus 2011 |                                              |                                              |                                              |                                              |

### Historische Religionszugehörigkeit
| Quelle: | Historisches Ortslexikon                                                                      |
| • 1861: | 57 evangelisch-lutherische, zwei römisch-katholische, ein andersgläubiger Einwohner           |
| • 1885: | 52 evangelische (= 89,66 %), keine katholischen, 6 sonstige christliche (= 10,34 %) Einwohner |
| • 1961: | 31 evangelische (= 75,61 %), 10 katholische (= 24,39 %) Einwohner                             |

### Historische Erwerbstätigkeit
| • 1961: | Erwerbspersonen: 20 Land- und Forstwirtschaft, 1 Produzierendes Gewerbe, 1 Handel und Verkehr, 1 Dienstleistungen und Sonstiges |

## Sehenswürdigkeiten
Besonders sehenswürdig sind die alten Fachwerkhäuser im Ort.

## Wirtschaft und Verkehr

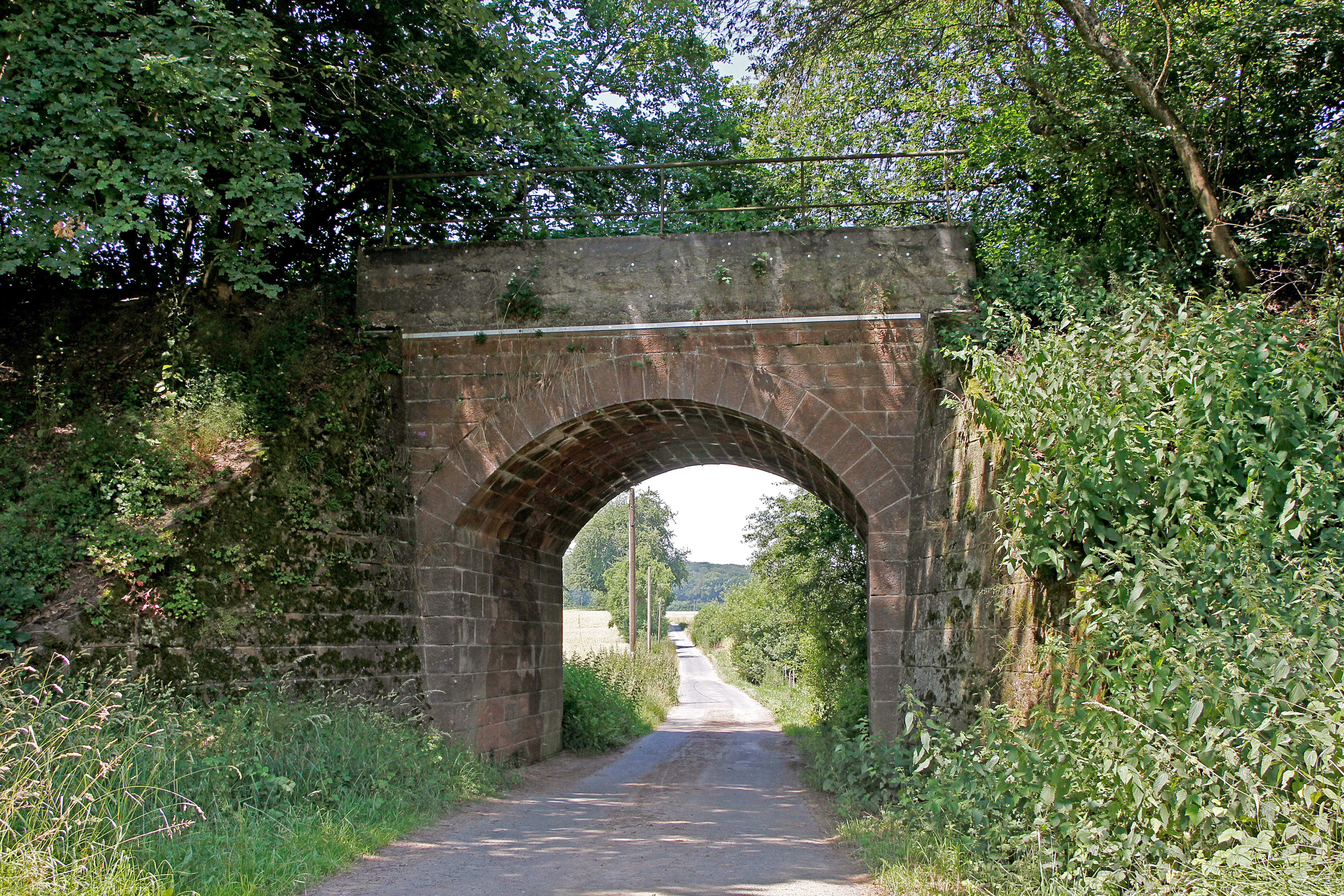
Brücke der ehemaligen Aar-Salzböde-Bahn südöstlich von Stedebach

Der Ort ist noch heute stark geprägt durch die landwirtschaftlichen Betriebe, die teilweise auch Hofläden betreiben.
Der überwiegende Teil der Straßen und Wege in Stedebach sind Privat- und Wirtschaftswege. Im Ort gibt es nur die Straße „Stedebach“; die einzelnen Häuser sind einfach nummeriert.
Die Aar-Salzböde-Bahn führte von 1894 bis 1995 auf der Strecke von Niederwalgern nach Hartenrod südöstlich an Stedebach vorbei. Der nächstgelegene Haltepunkt war „Lager Damm“ mittig zwischen Damm und Stedebach gelegen. Südöstlich des Ortes ist noch eine Brücke der Bahn erhalten.